# Gayon Evans
Gayon Evans (née le 15 janvier 1990) est une athlète jamaïcaine, spécialiste des épreuves de sprint.

## Biographie
Elle remporte la médaille de bronze du 100 mètres lors des Jeux du Commonwealth de 2018, à Gold Coast, devancée par Michelle-Lee Ahye et Christania Williams, en portant son record personnel à 11 s 22.

## Palmarès
| Date | Compétition               | Lieu       | Résultat | Épreuve   | Temps   |
| ---- | ------------------------- | ---------- | -------- | --------- | ------- |
| 2018 | Jeux du Commonwealth      | Gold Coast | 3e       | 100 m     | 11 s 22 |
| 2018 | Jeux du Commonwealth      | Gold Coast | 2e       | 4 × 100 m | 42 s 52 |
| 2019 | Relais mondiaux de l'IAAF | Yokohama   | 2e       | 4 x 100 m | 43 s 29 |

## Records
| Épreuve | Temps   | Lieu       | Date         |
| ------- | ------- | ---------- | ------------ |
| 100 m   | 11 s 22 | Gold Coast | 9 avril 2018 |